# رئيس وزراء إستونيا
رئيس وزراء إستونيا (الإستونية: Eesti Vabariigi Peaminister) هو رئيس الحكومة في جمهورية إستونيا. ويتم ترشيح رئيس الوزراء من قبل الرئيس بعد إجراء المشاورات اللازمة مع الكتل البرلمانية ويؤكد ذلك البرلمان. في حالة عدم الاتفاق، يمكن للبرلمان أن يرفض ترشيح الرئيس واختيار مرشحهم الخاصة. رئيس الوزراء هو عادة زعيم أكبر حزب في الائتلاف الحاكم. تشغل المنصب كايا كالاس زعيمة حزب الإصلاح.
بصفته الرئيس المعين من قبل وضعت عليها في الدستور، ورئيس الوزراء بمثابة رئيس الحكومة. انه لا يتوجه أي وزارة معينة، ولكن، وفقا لالدستور، المشرف على عمل الحكومة. أهمية رئيس مجلس الوزراء ودورها في الحكومة وعلاقاته مع الوزارات الأخرى غالبا ما تعتمد على موقف الحزب الذي يقوده رئيس الوزراء في شركاء التحالف وجها لوجه، وعلى مقدار التأثير على رئيس الوزراء يمتلك داخل بلده الحزب. إذا كان رئيس الوزراء لديه موقف قوي داخل حزبه، وجعل الحكومة تتكون فقط من ممثلي هذا الحزب، وانه يمكن الاستمتاع سلطة كبيرة. في جميع المسائل الوطنية الحاسمة، إلا أن الكلمة الأخيرة تقع على عاتق ريجيكوغو والسلطة التشريعية.

## القائمة

### 1918–1920
| الصورة                                    | الصورة                     | الاسم                                                    | الفترة         | الفترة | الفترة | الحزب السياسي                 | الحكومة                                  | البرلمان (الانتخابات)                  | رئيس الدولة |
| الصورة                                    | الصورة                     | الاسم                                                    | استلم المنصب   | ترك المنصب | الأيام | الحزب السياسي                 | الحكومة                                  | البرلمان (الانتخابات)                  | رئيس الدولة |
| ----------------------------------------- | -------------------------- | -------------------------------------------------------- | -------------- | --- | ------ | ----------------------------- | ---------------------------------------- | -------------------------------------- | ----------- |
| —                                         |                            | قسطنطين باتس (1874–1956) رئيس مجلس وزراء الحكومة المؤقتة | 24 فبراير 1918 | 12 نوفمبر 1918 | 440    | Country People's Union (EMRL) | Päts I Provisional EMRL–ETE–EDE–ESDTP    | Provisional Provincial Assembly (1917) | لا أحد      |
| —                                         | رئيس وزراء الحكومة المؤقتة | 12 نوفمبر 1918                                           | 27 نوفمبر 1918 | Päts II Provisional EMRL–ETE–EDE EMRL–ETE–EDE–ESDTP                                                                                    | 440    | Country People's Union (EMRL) |                                          | Provisional Provincial Assembly (1917) | لا أحد      |
| —                                         | رئيس وزراء الحكومة المؤقتة | 27 نوفمبر 1918                                           | 9 مايو 1919    | Päts III Provisional EMRL–ETE–EDE–ESDTP EMRL–ETE–EDE–ESDTP–SEE EMRL–ETE–EDE–ESDTP–SEE–الحزب الروسي EMRL–ETE–ERE–ESDTP–SEE–الحزب الروسي | 440    | Country People's Union (EMRL) |                                          | Provisional Provincial Assembly (1917) | لا أحد      |
| —                                         | رئيس وزراء الحكومة المؤقتة |                                                          |                | |        |                               |                                          | Provisional Provincial Assembly (1917) | لا أحد      |
| 1                                         |                            | أوتو ستراندمان (1875–1941) أول رئيس وزراء                | 9 مايو 1919    | 18 نوفمبر 1919 | 194    | Labour Party (ETE)            | Strandman I ETE–ESDTP–ERE ETE–ESDTP      | Constituent Assembly (1919)            | لا أحد      |
| 1                                         |                            |                                                          |                | |        |                               |                                          | Constituent Assembly (1919)            | لا أحد      |
| 2                                         |                            | جان تونيسون ‏ (1868–1941?) ثاني رئيس وزراء                | 18 نوفمبر 1919 | 28 يوليو 1920 | 254    | People's Party (ERE)          | Tõnisson I ERE–ETE–ESDTP ERE–ETE–(ESDTP) | Constituent Assembly (1919)            | لا أحد      |
| 2                                         |                            |                                                          |                | |        |                               |                                          | Constituent Assembly (1919)            | لا أحد      |
| 3                                         |                            | Ado Birk (1883–1942) ثالث رئيس وزراء                     | 28 يوليو 1920  | 30 يوليو 1920 | 3      | People's Party (ERE)          | Birk ERE–ETE–KRE                         | Constituent Assembly (1919)            | لا أحد      |
| 3                                         |                            |                                                          |                | |        |                               |                                          | Constituent Assembly (1919)            | لا أحد      |
| 4                                         |                            | جان تونيسون ‏ (1868–1941?) رابع رئيس وزراء (فترة ثانية)   | 30 يوليو 1920  | 26 أكتوبر 1920 | 89     | People's Party (ERE)          | Tõnisson II ERE                          | Constituent Assembly (1919)            | لا أحد      |
| 4                                         |                            |                                                          |                | |        |                               |                                          | Constituent Assembly (1919)            | لا أحد      |
| 5                                         |                            | Ants Piip (1884–1942) خامس رئيس وزراء                    | 26 أكتوبر 1920 | 20 ديسمبر 1920 | 92     | Labour Party (ETE)            | Piip ETE                                 | Constituent Assembly (1919)            | لا أحد      |
| 5                                         |                            |                                                          |                | |        |                               |                                          | Constituent Assembly (1919)            | لا أحد      |
| استبدل دستور عام 1920 المنصب بشيخ الدولة. |                            |                                                          |                | |        |                               |                                          |                                        | لا أحد      |

### 1934–1937
| الصورة                                                                                         | الصورة                                                                      | الاسم                                                                       | الفترة                                                                      | الفترة                                                                      | الفترة                                                                      | الحزب السياسي                                                               | الحكومة                                                                     | برلمان إستونيا (الانتخابات)                                                 | رئيس الدولة                                                                 |
| الصورة                                                                                         | الصورة                                                                      | الاسم                                                                       | استلم المنصب                                                                | ترك المنصب                                                                  | الأيام                                                                      | الحزب السياسي                                                               | الحكومة                                                                     | برلمان إستونيا (الانتخابات)                                                 | رئيس الدولة                                                                 |
| قسم دستور عام 1934 مهام منصب شيخ الدولة إلى منصبي شيخ الدولة ورئيس الوزراء.                    | قسم دستور عام 1934 مهام منصب شيخ الدولة إلى منصبي شيخ الدولة ورئيس الوزراء. | قسم دستور عام 1934 مهام منصب شيخ الدولة إلى منصبي شيخ الدولة ورئيس الوزراء. | قسم دستور عام 1934 مهام منصب شيخ الدولة إلى منصبي شيخ الدولة ورئيس الوزراء. | قسم دستور عام 1934 مهام منصب شيخ الدولة إلى منصبي شيخ الدولة ورئيس الوزراء. | قسم دستور عام 1934 مهام منصب شيخ الدولة إلى منصبي شيخ الدولة ورئيس الوزراء. | قسم دستور عام 1934 مهام منصب شيخ الدولة إلى منصبي شيخ الدولة ورئيس الوزراء. | قسم دستور عام 1934 مهام منصب شيخ الدولة إلى منصبي شيخ الدولة ورئيس الوزراء. | قسم دستور عام 1934 مهام منصب شيخ الدولة إلى منصبي شيخ الدولة ورئيس الوزراء. | قسم دستور عام 1934 مهام منصب شيخ الدولة إلى منصبي شيخ الدولة ورئيس الوزراء. |
| ---------------------------------------------------------------------------------------------- | --------------------------------------------------------------------------- | --------------------------------------------------------------------------- | --------------------------------------------------------------------------- | --------------------------------------------------------------------------- | --------------------------------------------------------------------------- | --------------------------------------------------------------------------- | --------------------------------------------------------------------------- | --------------------------------------------------------------------------- | --------------------------------------------------------------------------- |
| 6                                                                                              |                                                                             | قسطنطين باتس (1874–1956) سادس رئيس للوزراء (مهام شيخ الدولة)                | 24 يناير 1934                                                               | 3 سبتمبر 1937                                                               | 1,319                                                                       | Farmers' Assemblies (PK)                                                    | Päts V التحالف غير الحزبي                                                   | برلمان إستونيا (1932)                                                       | رئيس الوزراء القائم بمهام شيخ الدولة قسطنطين باتس                           |
| 6                                                                                              | لا أحد                                                                      | قسطنطين باتس (1874–1956) سادس رئيس للوزراء (مهام شيخ الدولة)                | 24 يناير 1934                                                               | 3 سبتمبر 1937                                                               | 1,319                                                                       | حل البرلمان ‏                                                                | Päts V التحالف غير الحزبي                                                   |                                                                             | رئيس الوزراء القائم بمهام شيخ الدولة قسطنطين باتس                           |
| 6                                                                                              |                                                                             |                                                                             |                                                                             |                                                                             |                                                                             |                                                                             |                                                                             |                                                                             | رئيس الوزراء القائم بمهام شيخ الدولة قسطنطين باتس                           |
| دمج قانون تعديل دستور عام 1938 مؤقتا منصبي شيخ الدولة ورئيس الوزراء في الرئيس الوصي على العرش. |                                                                             |                                                                             |                                                                             |                                                                             |                                                                             |                                                                             |                                                                             |                                                                             |                                                                             |

### 1938–1944
| الصورة                                                                 | الصورة                                                              | الاسم                                                               | الفترة                                                              | الفترة                                                              | الفترة                                                              | الحزب السياسي                                                       | الحكومة                                                             | برلمان إستونيا (الانتخابات)                                         | رئيس الدولة                                                         |
| الصورة                                                                 | الصورة                                                              | الاسم                                                               | استلم المنصب                                                        | ترك المنصب                                                          | الأيام                                                              | الحزب السياسي                                                       | الحكومة                                                             | برلمان إستونيا (الانتخابات)                                         | رئيس الدولة                                                         |
| قسم دستور عام 1938 منصب مهام الرئيس الوصي بين الرئيس ورئيس الوزراء.    | قسم دستور عام 1938 منصب مهام الرئيس الوصي بين الرئيس ورئيس الوزراء. | قسم دستور عام 1938 منصب مهام الرئيس الوصي بين الرئيس ورئيس الوزراء. | قسم دستور عام 1938 منصب مهام الرئيس الوصي بين الرئيس ورئيس الوزراء. | قسم دستور عام 1938 منصب مهام الرئيس الوصي بين الرئيس ورئيس الوزراء. | قسم دستور عام 1938 منصب مهام الرئيس الوصي بين الرئيس ورئيس الوزراء. | قسم دستور عام 1938 منصب مهام الرئيس الوصي بين الرئيس ورئيس الوزراء. | قسم دستور عام 1938 منصب مهام الرئيس الوصي بين الرئيس ورئيس الوزراء. | قسم دستور عام 1938 منصب مهام الرئيس الوصي بين الرئيس ورئيس الوزراء. | قسم دستور عام 1938 منصب مهام الرئيس الوصي بين الرئيس ورئيس الوزراء. |
| ---------------------------------------------------------------------- | ------------------------------------------------------------------- | ------------------------------------------------------------------- | ------------------------------------------------------------------- | ------------------------------------------------------------------- | ------------------------------------------------------------------- | ------------------------------------------------------------------- | ------------------------------------------------------------------- | ------------------------------------------------------------------- | ------------------------------------------------------------------- |
| 7                                                                      |                                                                     | كاريل إينبالو (1888–1942) رئيس الوزراء بالوكالة                     | 24 أبريل 1938                                                       | 9 مايو 1938                                                         | 537                                                                 | لا أحد                                                              | حكومة باتس الخامسة التحالف غير الحزبي                               | حل البرلمان ‏                                                        | رئيس إستونيا قسطنطين باتس (1938–1940)                               |
| 7                                                                      | سابع رئيس للوزراء (فترة ثانية)                                      | 9 مايو 1938                                                         | 12 أكتوبر 1939                                                      | إينبالو الثانية التحالف الحزبي                                      | 537                                                                 | لا أحد                                                              | برلمان إستونيا (1938)                                               |                                                                     | رئيس إستونيا قسطنطين باتس (1938–1940)                               |
| 7                                                                      | سابع رئيس للوزراء (فترة ثانية)                                      |                                                                     |                                                                     |                                                                     |                                                                     |                                                                     | برلمان إستونيا (1938)                                               |                                                                     | رئيس إستونيا قسطنطين باتس (1938–1940)                               |
| 8                                                                      |                                                                     | Jüri Uluots (1890–1945) ثامن رئيس للوزراء                           | 12 أكتوبر 1939                                                      | 21 يونيو 1940                                                       | 254                                                                 | لا أحد                                                              | برلمان إستونيا (1938)                                               | Uluots التحالف الحزبي                                               | رئيس إستونيا قسطنطين باتس (1938–1940)                               |
| 8                                                                      |                                                                     |                                                                     |                                                                     |                                                                     |                                                                     |                                                                     | برلمان إستونيا (1938)                                               |                                                                     | رئيس إستونيا قسطنطين باتس (1938–1940)                               |
| الاحتلال السوفييتي لدول البلطيق (1940–1941)                            |                                                                     |                                                                     |                                                                     |                                                                     |                                                                     |                                                                     |                                                                     |                                                                     |                                                                     |
| الاحتلال الألماني لدول البلطيق خلال الحرب العالمية الثانية (1941–1944) |                                                                     |                                                                     |                                                                     |                                                                     |                                                                     |                                                                     |                                                                     |                                                                     |                                                                     |
| —                                                                      |                                                                     | Otto Tief (1889–1976) رئيس الوزراء بالوكالة                         | 18 سبتمبر 1944                                                      | 25 سبتمبر 1944                                                      | 8                                                                   | لا أحد                                                              | Tief التحالف الحزبي                                                 | احتلال دول البلطيق                                                  | رئيس الوزراء القائم بأعمال الرئيس Jüri Uluots                       |
| —                                                                      |                                                                     |                                                                     |                                                                     |                                                                     |                                                                     |                                                                     |                                                                     | احتلال دول البلطيق                                                  | رئيس الوزراء القائم بأعمال الرئيس Jüri Uluots                       |

### 1990–الآن
| الصورة                          | الصورة                                      | الاسم                                                        | الفترة                          | الفترة                                                                    | الفترة                          | الحزب السياسي                                             | الحكومة | برلمان إستونيا (الانتخابات)                                                                     | رئيس الدولة                     |
| الصورة                          | الصورة                                      | الاسم                                                        | استلم المنصب                    | ترك المنصب                                                                | الأيام                          | الحزب السياسي                                             | الحكومة | برلمان إستونيا (الانتخابات)                                                                     | رئيس الدولة                     |
| الاحتلال السوفييتي لدول البلطيق | الاحتلال السوفييتي لدول البلطيق             | الاحتلال السوفييتي لدول البلطيق                              | الاحتلال السوفييتي لدول البلطيق | الاحتلال السوفييتي لدول البلطيق                                           | الاحتلال السوفييتي لدول البلطيق | الاحتلال السوفييتي لدول البلطيق                           | الاحتلال السوفييتي لدول البلطيق | الاحتلال السوفييتي لدول البلطيق                                                                 | الاحتلال السوفييتي لدول البلطيق |
| ------------------------------- | ------------------------------------------- | ------------------------------------------------------------ | ------------------------------- | ------------------------------------------------------------------------- | ------------------------------- | --------------------------------------------------------- | --- | ----------------------------------------------------------------------------------------------- | ------------------------------- |
| —                               |                                             | Edgar Savisaar (1950–2022) أول رئيس وزراء للحكومة المؤقتة    | 3 أبريل 1990                    | 29 يناير 1992                                                             | 668                             | Popular Front of Estonia (RR) حزب الوسط (ERKE)            | Savisaar Interim | Supreme Soviet (1990)                                                                           | Chairman of the Supreme Soviet  |
| —                               | Chairman of the Supreme Council أرنولد روتل | Edgar Savisaar (1950–2022) أول رئيس وزراء للحكومة المؤقتة    | 3 أبريل 1990                    | 29 يناير 1992                                                             | 668                             | Popular Front of Estonia (RR) حزب الوسط (ERKE)            | Savisaar Interim | Supreme Soviet (1990)                                                                           |                                 |
| —                               |                                             |                                                              |                                 |                                                                           |                                 |                                                           | | Supreme Soviet (1990)                                                                           |                                 |
| —                               |                                             | Tiit Vähi (مواليد 1947) ثاني رئيس وزراء للحكومة المؤقتة      | 29 يناير 1992                   | 21 أكتوبر 1992                                                            | 266                             | لا أحد                                                    | Vähi Interim | Supreme Soviet (1990)                                                                           |                                 |
| —                               | رئيس إستونيا لينارت ميري (1992–2001)        | Tiit Vähi (مواليد 1947) ثاني رئيس وزراء للحكومة المؤقتة      | 29 يناير 1992                   | 21 أكتوبر 1992                                                            | 266                             | لا أحد                                                    | Vähi Interim | Supreme Soviet (1990)                                                                           |                                 |
| —                               |                                             |                                                              |                                 |                                                                           |                                 |                                                           | | Supreme Soviet (1990)                                                                           |                                 |
| 9                               |                                             | Mart Laar (مواليد 1960) تاسع رئيس وزراء                      | 21 أكتوبر 1992                  | 8 نوفمبر 1994                                                             | 749                             | Pro Patria (I) Pro Patria National Coalition Party (RKEI) | Laar I I–الحزب الديمقراطي الاجتماعي–ERSP RKEI–الحزب الديمقراطي الاجتماعي–ERSP RKEI–الحزب الديمقراطي الاجتماعي–ERSP–ELDP RKEI–الحزب الديمقراطي الاجتماعي–ERSP–(ELDP) RKEI–الحزب الديمقراطي الاجتماعي–ERSP–ELDP | برلمان إستونيا (1992)                                                                           |                                 |
| 9                               |                                             |                                                              |                                 |                                                                           |                                 |                                                           | | برلمان إستونيا (1992)                                                                           |                                 |
| 10                              |                                             | Andres Tarand (مواليد 1940) عاشر رئيس للوزراء                | 8 نوفمبر 1994                   | 17 أبريل 1995                                                             | 161                             | الحزب الديمقراطي الاجتماعي (M)                            | Tarand الحزب الديمقراطي الاجتماعي–RKEI–ERSP–ELDP–VKRE | برلمان إستونيا (1992)                                                                           |                                 |
| 10                              |                                             |                                                              |                                 |                                                                           |                                 |                                                           | | برلمان إستونيا (1992)                                                                           |                                 |
| 11                              |                                             | Tiit Vähi (مواليد 1947) رئيس الوزراء الحادي عشر (فترة ثانية) | 17 أبريل 1995                   | 6 نوفمبر 1995                                                             | 701                             | Coalition Party وCountry People's Alliance (KMÜ)          | Vähi I KMÜ–حزب الوسط | برلمان إستونيا (1995)                                                                           |                                 |
| 11                              | 6 نوفمبر 1995                               | Tiit Vähi (مواليد 1947) رئيس الوزراء الحادي عشر (فترة ثانية) | 17 مارس 1997                    | Vähi II KMÜ–حزب الإصلاح KMÜ –AP                                           | 701                             | Coalition Party وCountry People's Alliance (KMÜ)          | | برلمان إستونيا (1995)                                                                           |                                 |
| 11                              |                                             |                                                              |                                 |                                                                           |                                 |                                                           | | برلمان إستونيا (1995)                                                                           |                                 |
| 12                              |                                             | Mart Siimann (مواليد 1946) رئيس الوزراء الثاني عشر           | 17 مارس 1997                    | 25 مارس 1999                                                              | 739                             | Coalition Party and Country People's Alliance (KMÜ)       | Siimann KMÜ–AP | برلمان إستونيا (1995)                                                                           |                                 |
| 12                              |                                             |                                                              |                                 |                                                                           |                                 |                                                           | | برلمان إستونيا (1995)                                                                           |                                 |
| 13                              |                                             | Mart Laar (مواليد 1960) 13th Prime Minister (فترة ثانية)     | 25 مارس 1999                    | 28 يناير 2002                                                             | 1,041                           | Pro Patria Union (IL)                                     | Laar II IL–الحزب الديمقراطي الاجتماعي–حزب الإصلاح | برلمان إستونيا (1999)                                                                           |                                 |
| 13                              | رئيس إستونيا أرنولد روتل (2001–2006)        | Mart Laar (مواليد 1960) 13th Prime Minister (فترة ثانية)     | 25 مارس 1999                    | 28 يناير 2002                                                             | 1,041                           | Pro Patria Union (IL)                                     | Laar II IL–الحزب الديمقراطي الاجتماعي–حزب الإصلاح | برلمان إستونيا (1999)                                                                           |                                 |
| 13                              |                                             |                                                              |                                 |                                                                           |                                 |                                                           | | برلمان إستونيا (1999)                                                                           |                                 |
| 14                              |                                             | Siim Kallas (مواليد 1948) رئيس الوزراء الرابع عشر            | 28 يناير 2002                   | 10 أبريل 2003                                                             | 438                             | حزب الإصلاح (REF)                                         | S. Kallas حزب الإصلاح–حزب الوسط | برلمان إستونيا (1999)                                                                           |                                 |
| 14                              |                                             |                                                              |                                 |                                                                           |                                 |                                                           | | برلمان إستونيا (1999)                                                                           |                                 |
| 15                              |                                             | Juhan Parts (مواليد 1966) رئيس الوزراء الخامس عشر            | 10 أبريل 2003                   | 12 أبريل 2005                                                             | 735                             | Res Publica Party (RES)                                   | Parts RES–حزب الإصلاح–RL | برلمان إستونيا (2003)                                                                           |                                 |
| 15                              |                                             |                                                              |                                 |                                                                           |                                 |                                                           | | برلمان إستونيا (2003)                                                                           |                                 |
| 16                              |                                             | أندروس أنسيب (مواليد 1956) 16th Prime Minister               | 12 أبريل 2005                   | 5 أبريل 2007                                                              | 3,271                           | حزب الإصلاح (REF)                                         | Ansip I حزب الإصلاح–حزب الوسط–RL | برلمان إستونيا (2003)                                                                           |                                 |
| 16                              | رئيس إستونيا توماس هندريك إيلفس (2006–2016) | أندروس أنسيب (مواليد 1956) 16th Prime Minister               | 12 أبريل 2005                   | 5 أبريل 2007                                                              | 3,271                           | حزب الإصلاح (REF)                                         | Ansip I حزب الإصلاح–حزب الوسط–RL | برلمان إستونيا (2003)                                                                           |                                 |
| 16                              | 5 أبريل 2007                                | أندروس أنسيب (مواليد 1956) 16th Prime Minister               | 6 أبريل 2011                    | Ansip II حزب الإصلاح–إيزاما–الحزب الديمقراطي الاجتماعي حزب الإصلاح–إيزاما | 3,271                           | حزب الإصلاح (REF)                                         | برلمان إستونيا (2007) |                                                                                                 |                                 |
| 16                              | 6 أبريل 2011                                | أندروس أنسيب (مواليد 1956) 16th Prime Minister               | 26 مارس 2014                    | Ansip III حزب الإصلاح–إيزاما                                              | 3,271                           | حزب الإصلاح (REF)                                         | برلمان إستونيا (2011) |                                                                                                 |                                 |
| 16                              |                                             |                                                              |                                 |                                                                           |                                 |                                                           | برلمان إستونيا (2011) |                                                                                                 |                                 |
| 17                              |                                             | تافي رويفاس (مواليد 1979) رئيس الوزراء السابع عشر            | 26 مارس 2014                    | 9 أبريل 2015                                                              | 973                             | حزب الإصلاح (REF)                                         | برلمان إستونيا (2011) | Rõivas I حزب الإصلاح–الحزب الديمقراطي الاجتماعي                                                 |                                 |
| 17                              | 9 أبريل 2015                                | تافي رويفاس (مواليد 1979) رئيس الوزراء السابع عشر            | 23 نوفمبر 2016                  | Rõivas II حزب الإصلاح–الحزب الديمقراطي الاجتماعي–إيزاما                   | 973                             | حزب الإصلاح (REF)                                         | برلمان إستونيا (2015) |                                                                                                 |                                 |
| 17                              | 9 أبريل 2015                                | تافي رويفاس (مواليد 1979) رئيس الوزراء السابع عشر            | 23 نوفمبر 2016                  | Rõivas II حزب الإصلاح–الحزب الديمقراطي الاجتماعي–إيزاما                   | 973                             | حزب الإصلاح (REF)                                         | برلمان إستونيا (2015) | رئيس إستونيا كيرستي كاليولايد (2016–2021)                                                       |                                 |
| 18                              |                                             | يوري راتاس (مواليد 1978) رئيس الوزراء الثامن عشر             | 23 نوفمبر 2016                  | 29 أبريل 2019                                                             | 1525                            | حزب الوسط (KE)                                            | برلمان إستونيا (2015) | Ratas I حزب الوسط–الحزب الديمقراطي الاجتماعي–إيزاما حزب الوسط–الحزب الديمقراطي الاجتماعي–إيزاما |                                 |
| 18                              | 29 أبريل 2019                               | يوري راتاس (مواليد 1978) رئيس الوزراء الثامن عشر             | 26 يناير 2021                   | Ratas II حزب الوسط–حزب الشعب المحافظ–إيزاما                               | 1525                            | حزب الوسط (KE)                                            | برلمان إستونيا (2019) |                                                                                                 |                                 |
| 19                              |                                             | كايا كالاس (مواليد 1977) رئيس الوزراء التاسع عشر             | 26 يناير 2021                   | 14 يوليو 2022                                                             | 1570                            | حزب الإصلاح (REF)                                         | برلمان إستونيا (2019) | حكومة كايا كالاس حزب الإصلاح–حزب الوسط حزب الإصلاح                                              |                                 |
| 19                              | رئيس إستونيا ألار كاريس (2021–)             | كايا كالاس (مواليد 1977) رئيس الوزراء التاسع عشر             | 26 يناير 2021                   | 14 يوليو 2022                                                             | 1570                            | حزب الإصلاح (REF)                                         | برلمان إستونيا (2019) | حكومة كايا كالاس حزب الإصلاح–حزب الوسط حزب الإصلاح                                              |                                 |
| 19                              | 18 يوليو 2022                               | كايا كالاس (مواليد 1977) رئيس الوزراء التاسع عشر             | 17 أبريل 2023                   | K. Kallas II حزب الإصلاح–الحزب الديمقراطي الاجتماعي–إيزاما                | 1570                            | حزب الإصلاح (REF)                                         | برلمان إستونيا (2019) |                                                                                                 |                                 |
| 19                              | 17 أبريل 2023                               | كايا كالاس (مواليد 1977) رئيس الوزراء التاسع عشر             | 23 يوليو 2024                   | K. Kallas III حزب الإصلاح–E200–الحزب الديمقراطي الاجتماعي                 | 1570                            | حزب الإصلاح (REF)                                         | برلمان إستونيا (2023) |                                                                                                 |                                 |
| 20                              |                                             | كريستين ميشال (مواليد 1975) رئيس الوزراء العشرين             | 23 يوليو 2024                   | في المنصب                                                                 | 296                             | حزب الإصلاح (REF)                                         | برلمان إستونيا (2023) | Michal حزب الإصلاح–E200–الحزب الديمقراطي الاجتماعي                                              |                                 |